# 天翔虎の軍師
『天翔虎の軍師』（カルーディアのぐんし）は上総朋大による日本のライトノベル。イラストは庄名泉石。富士見ファンタジア文庫（富士見書房）より2013年2月から2014年11月まで刊行された。「気軽に読めるファンタジー戦記」をコンセプトとし、設定の緻密さと戦争の持つ暴力性を削り落して手軽な勝利を味わえるよう配慮された作品。

## ストーリー
ラーカスと呼ばれる大陸で、その中の一国であるトーレが他国を打ち倒し全土を統一をした。それから、2年後、トーレに滅ぼされたフレリア王国の将軍ラゴスの子シエルは、フレリアの元王女ミオを救い出すためにトーレの都ヴァスガイア・トーレで高位の軍師となってその機会を狙っていた。トーレが各地で反乱に見まわれる中、シエルは計画を実行に移し、捕らわれていたミオを救出し脱走。帝国へと反旗を翻す。

## 登場人物

### フレリカ王国
シエル・スノーハート
主人公。トーレ帝国の軍師。1巻で17歳。フレリカ王国の将軍ラゴスの子であり、統一以前王女ミオと親しかった。トーレ帝国がミスティケープを制圧した際に捕らわれたミオとフレリカ王を救うためにディオラのもとで軍師となり、表向きはトーレ帝国に仕えていたが、裏では反乱の計画を立て、実行に移す。1巻でアーティファクトを使いミオを脱出させた。
ミオ
フレリカ王国の元王女。銀のツインテールで美少女。1巻の時点で17歳。シエルに救出されたあと、トーレ帝国にかわってラーカスを統一する野望をかかげる。シエルに対して主君の信とは別に個人的な恋愛感情を持っている。
エナ・ワトソン
トーレ帝国の内政をつかさどる要職である尚書に就いている少女。1巻で17歳。シエルの旧友であり、習慣的にシエルを殴る人物。シエルとともにミオとフレリカ王の救出のためにトーレ帝国に表向き仕えていたが、ミオを救出したのち脱走してフレリア再興のために尽力する。シエルを慕っているが、彼を殴るせいで恋人にはなれずにいる。
フレイ・フォルク
シエルの旧友。リヴェラルウィングの猛卒。ゴードン・ワグナーという偽名をつかっている。
マギー・バイパー
シエルの手下「蜂蜘蛛隊」の隊長。見た目が小学生程度。「蹴爪術」という武術の達人。エリューディーン王国の出身。

### トーレ帝国
ガルヴァリア・トーレ
トーレ帝国皇帝。
ユミカ・ローレンツ
トーレ帝国の軍師。シエルの同門で天竜姫（テュリオン）の軍師という二つ名を持っている。1巻で18歳。平均よりも背が低め。聡明で、自分がシエルと一番近しい立場にあるべきだと思っていたが、シエルの裏切りにより、トーレ帝国の軍師として彼と敵対することになる。
ジン・ローディー
トーレ帝国大元帥。
ファルリア
トーレ帝国の貴族。逃亡したミオを追いかけてきたがシエルらに敗れ、ミオらの配下につく。
アルセル・ディオラ
トーレ帝国の大軍師。

### その他
ザグロニア
ゼルバーグ王国の元将軍。ゼルバーグ王国が滅ぼされた後、しばらくトーレ帝国につかえていたが、ユミカの命でシエルらと対峙し、フレイとの一騎討ちに敗れた。そして新フレリカに寝返り、以降は彼らと行動を共にする。
アレイア
シエルとともにディオラのもとで学んだ軍師。二つ名は「天翼狼（ジオード）」シエルと同じく反心があり、トーレ帝国を裏切りバルディナ皇国についた。
ラゴス
シエルの父で、王の右腕たる将軍。トーレ軍と戦って敗れ、自引した。

## 用語
アーティファクト
特定の超常現象を起こすことができる道具。少数の者が所有している。使用すると何らかの副作用（セコンダリー）がある。
ラーカス
この世界の人類の住む陸地の名。魔物もいる。
フレリカ王国
ラーカスにある王国の一つ。トーレ帝国に滅ぼされた。
ミスティケープ
フレリカ王国の都。
トーレ帝国
フレリカ王国の北にある国。帝国暦36年にラーカスを統一した。
ヴァスガイア・トーレ
トーレ帝国の都。
帝国暦（ていこくれき）
トーレ帝国で用いられる元号。1巻の時点で帝国暦36年秋。
エリューディン王国
ラーカスにある王国の一。トーレ帝国に滅ぼされた。
ゼルバーグ王国
トーレ帝国に滅ぼされた国の一。フレリカの隣国。
バルディナ皇国
トーレ帝国に反逆してミオらより先に独立した国。教皇を君主とする。ラーカス南東部にある。
リュナス王国
トーレ帝国に滅ぼされた王国の一。ラーカスの北東にある。
蜂蜘蛛隊（はちくもたい）
シエルの配下の部隊。
リヴェラルウィング
統一まもないトーレ帝国に反逆する各地の小集団が武装し、またゆるやかに情報を共有し連携したもの。

## 既刊一覧
- 上総朋大（著）・庄名泉石（イラスト） 『天翔虎の軍師』 富士見書房〈富士見ファンタジア文庫〉、全6巻
  1. 2013年4月20日発売[1]、ISBN 978-4-8291-3878-6
  2. 2013年6月20日発売[2]、ISBN 978-4-8291-3908-0
  3. 2013年10月19日発売[3]、ISBN 978-4-0471-2915-3
  4. 2014年2月20日発売[4]、ISBN 978-4-0407-0033-5
  5. 2014年6月20日発売[5]、ISBN 978-4-0407-0205-6
  6. 2014年11月20日発売[6]、ISBN 978-4-0407-0206-3